# ساتوشي هيدا
ساتوشي هيدا (باليابانية: 飛弾 暁) مواليد 18 أبريل 1984 في اليابان، هو لاعب كرة قدم ياباني. يلعب كلاعب وسط.

## المسيرة الاحترافية

### أندية لعب لها
- كاواساكي فرونتال
- فيغالتا سنداي

## روابط خارجية
- ساتوشي هيدا على موقع رابطة كرة القدم اليابانية للمحترفين (اليابانية)
- ساتوشي هيدا على موقع قاعدة بيانات كرة القدم.إي يو (الإنجليزية)
- ساتوشي هيدا على موقع Soccerway.com (الإنجليزية)
- ساتوشي هيدا على موقع عالم كرة القدم.نت (الإنجليزية)